# Jana Koubková

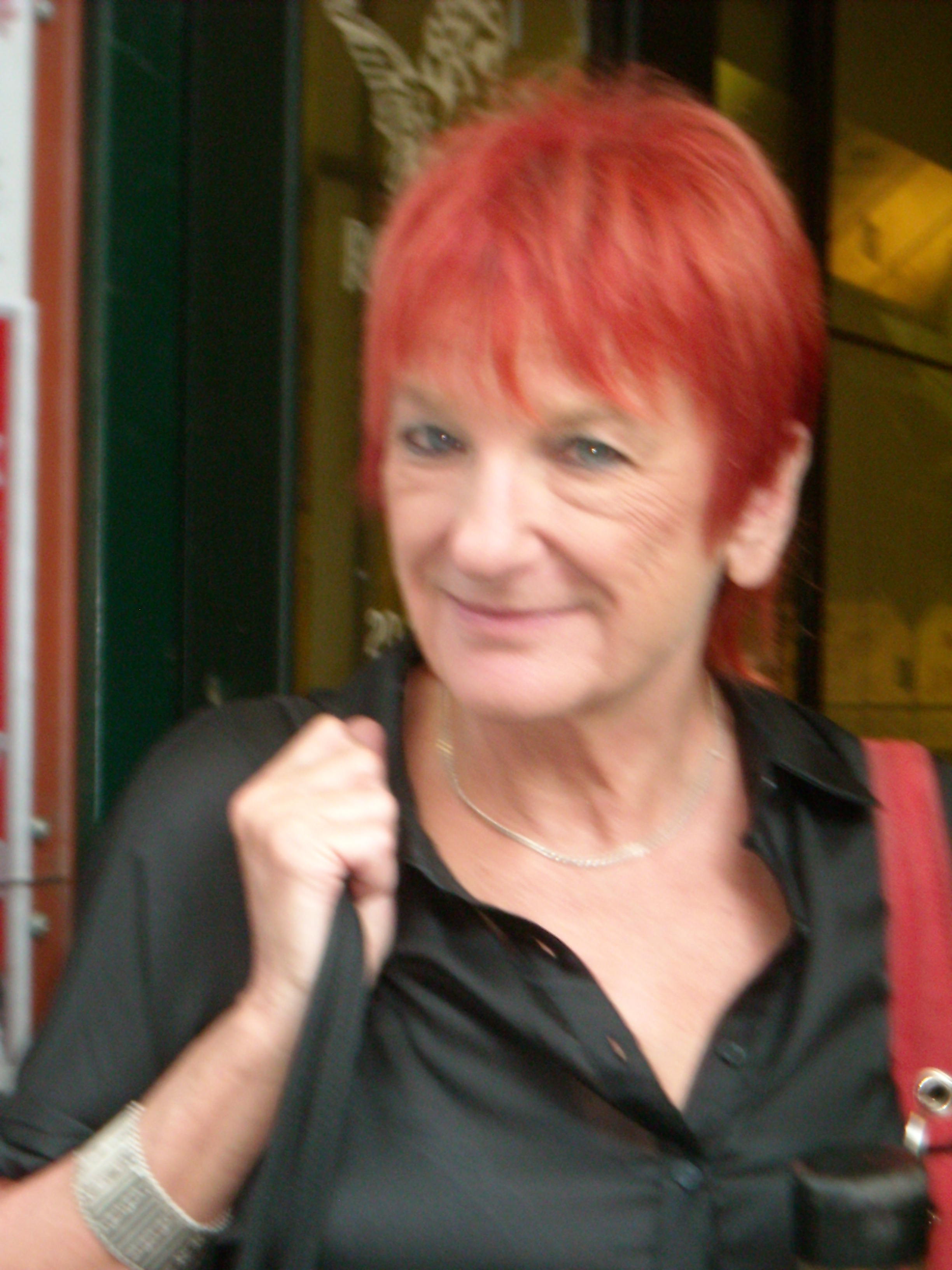
Jana Koubková (2011)

Jana Koubková (* 31. Oktober 1944 in Roztoky u Prahy) ist eine tschechische Jazzsängerin. Nach Vlasta Průchová gehört sie zu den innovativsten Vertreterinnen des Jazzgesangs in Tschechien. Daneben trat sie als Journalistin und als Organisatorin von Kulturveranstaltungen hervor, außerdem als Autorin von Büchern.

## Leben und Wirken
Koubková hat zunächst in Kinderchören gesungen. Sie machte sich sowohl als Sängerin als auch als Komponistin einen Namen. Mehrere Jahre unterrichtete sie am Staatlichen Musikkonservatorium in Prag und war auch als Moderatorin eigener Fernseh- und Radiosendungen erfolgreich. 1981 gründete sie das jährlich stattfindende Festival „Vokaliza“, das sich auch international als bedeutender Anlaufpunkt erwies.
Als Gastmusikerin arbeitete Koubková nicht alleine mit Musikern der Jazzszene ihres Heimatlandes und mit Aki Takase (Jazzperanto, 1987) zusammen, sondern auch mit klassischen Ensembles. Sie führte auch ein eigenes Quartett. Sie ist nicht auf eine Stilrichtung festgelegt, sondern bewegt sich souverän in Blues, Fusion, Free Jazz, Ethno-Jazz und Scat.